# 贝尔扎诺-迪托尔托纳
贝尔扎诺-迪托尔托纳（義大利語：Berzano di Tortona），是意大利亚历山德里亚省的一个市镇。总面积2.91平方公里，人口166人，人口密度57.0人/平方公里（2009年）。ISTAT代码为006016。